# C57BL/6

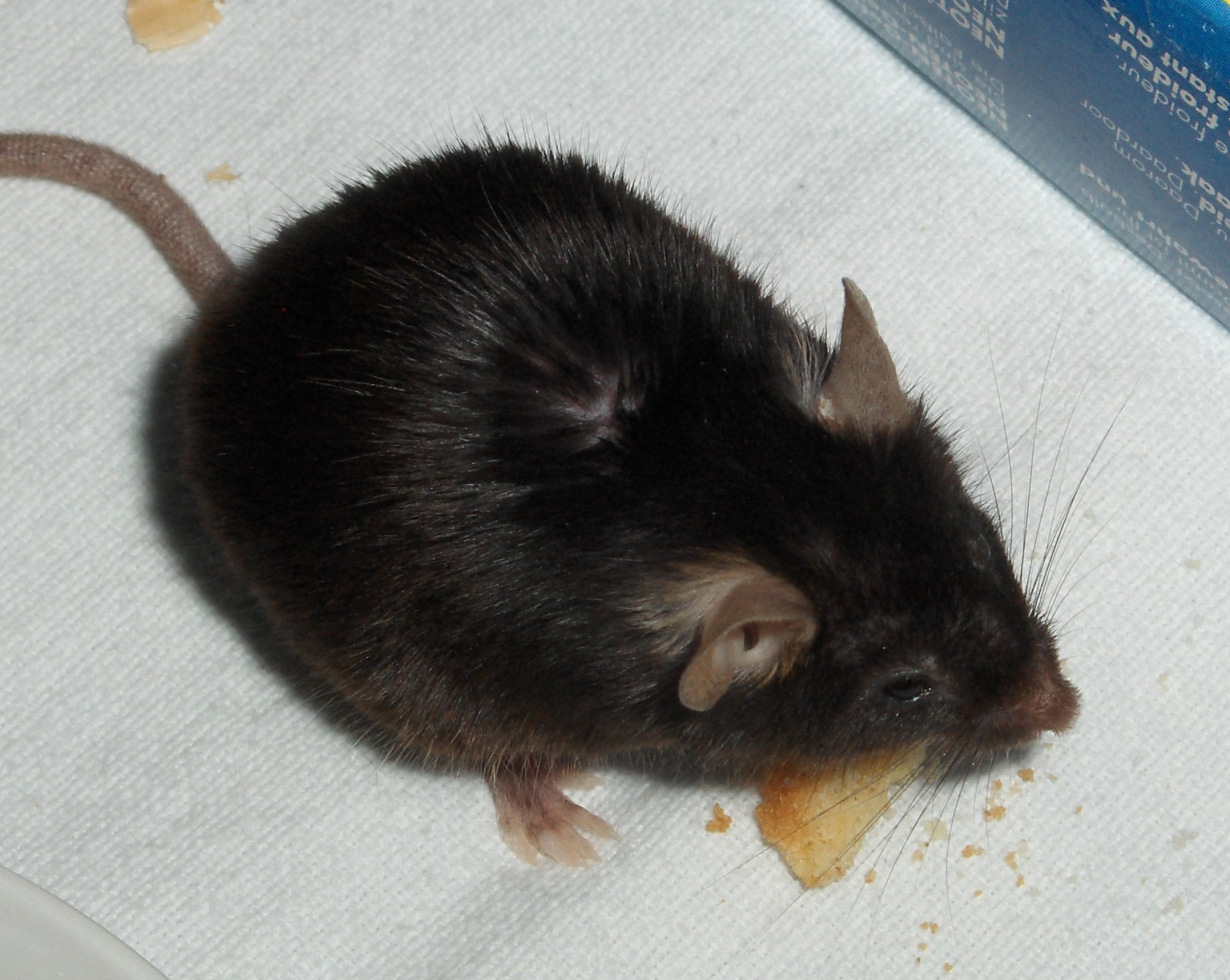
C57BL/6、雌、22月齢。

C57BL/6（C57 black 6、C57、black6; 略称: B6）は、一般的な近交系実験用マウスである。
ヒトの疾患のモデルとして使用される遺伝子改変マウスの「遺伝的背景」として最も広く使用されている。遺伝的背景が同一の血統が入手可能であること、交配が容易であること、頑健性などの理由によって、最も広く使われ、最もよく売れているマウス血統である。

## 外観および行動
C57BL/6マウスの毛は黒に近い暗褐色である。BALB/cといったよりおとなしい実験室用血統よりも騒音や臭いに敏感で、噛みやすい。また、繁殖しやすい。
集団で飼育されたB6マウスは、ケージにおいて支配的なマウスが下位のマウスの毛選択的に除去する毛刈り（バーバリング）行動を示す。毛刈りされたマウスは主に頭や鼻、肩周辺に大きなはげができる。体毛と洞毛（ヒゲ）の両方がむしられる。毛刈りは雌のマウスにおいてより頻繁に見られ、雄のマウスは戦いを通じて支配を示す傾向にある。
C57BL/6は、ある研究では有用であるが別の研究には不適となる多くの独特な性質を有する。痛みや寒さに対しては異常に敏感であり、鎮痛薬は効きにくい。ほとんどのマウス血統と異なり、自主的にアルコール飲料を飲む。モルヒネ中毒、アテローム性動脈硬化症、加齢による難聴に対して平均よりも感受性が高い。ほぼ全てのマウスが若い年齢で十分な運動を与えられずに使用されるため、「弱った免疫系を持つ10代のアルコール依存性のカウチポテト（怠け者）」が大多数の研究における標準的なマウスの状態である。

## 遺伝学
C57BL/6マウスは、全ゲノムが公開された2番目のほ乳類であった。
濃い毛色は遺伝子改変マウスを作るのに便利である。明るい毛色の129マウスと交配させると、望ましい交配種は混ざった毛色によって容易に識別することができる。

## 人気
C57BL/6はアメリカの業者が出荷する実験室用齧歯類の半分から6分の5を占める。
ある研究では、実験室での痛みに関する研究で使われているマウスの約80%が雄であることが示されている。雌雄のどちらのマウスも使用することはコストが増加し、雌のマウスは発情周期の差異によって信頼できない結果を産むと考えられている。
2013年、C57BL/6マウスはビオンM1号に載せて宇宙へと送られた。軌道に送られた45匹のマウスの内、16匹が生き残った。

## 起源
C57BLマウスの近交系は1921年にバシー応用生物学研究所のC・C・リトルによって作られた。10の亜系統の内、亜血統6が最も人気があった。

## 亜血統
C57BL/A
Inbr(A) ?+142. 起源: Little to A c1932. Maint. by A.
C57BL/An
Little to Andervont 1932. B6およびB10とはCe1遺伝子座が異なる。
C57BL/GrFa.
起源: Little to Gruneberg 1932, to Falconer 1947. イギリスのほとんどの亜血統はこのストックに由来するが、亜血統6および10はより近年に持ち込まれた。この亜血統は亜血統10よりも亜血統6に似ているように見える。
C57BL/KaLwN.
To N 1965 from Lw at F35.
C57BL/Ks
C57BL/6
Inbr (J) 150. 起源: 亜血統6および10は1937年より前に分かれた。この亜血統は現在は最も広く使用されている。亜血統6および10はH9、Igh2、Lv遺伝子座が異なっている。Maint. by J,N, Ola.
C57BL/10
Inbr (J) 158. 起源: C57BL/6を参照。
C57BL/10ScSn.
Inbr (J) ? +136. Little to W.L.Russell to J.P.Scott at F26 as a separate substrain. To Snell at F35-36. 行動がC57BL/10Jと異なる。
C57BL/10Cr
リポ多糖にC3H/HeJと似た自然突然変異を有する。
C57BL/Ola
ウォラー変性の間に軸索変性の顕著な遅れを引き起こす、自然突然変異Wldsを有する。